# Codex Sangallensis 381

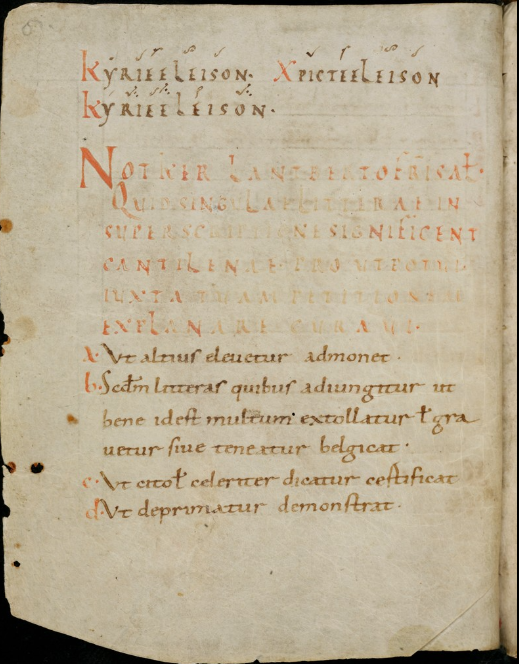
Codex Sangallensis 381: Die Titelseite von Notkers Brief an Lantbert

Der Codex Sangallensis 381 (Signatur Cod. Sang. 381) ist eine frühmittelalterliche Musikhandschrift, die im Kloster St. Gallen geschrieben wurde und in der Stiftsbibliothek St. Gallen aufbewahrt wird. Bekannt ist die Handschrift für ihre ausführlichen Sammlungen von Tropen, Versus und Sequenzen. Zusammen mit dem Cod. Sang. 484 trägt diese Handschrift zu einer der umfangreichsten Sammlungen dieser Kompositionen des ostfränkischen Reichs bei und spielt deshalb in der Musikgeschichte eine zentrale Rolle.

## Beschreibung
Mit einer Größe von 14,5 × 11,5 cm ist es eine Handschrift sehr kleinen Formats. Der Codex besteht aus 500 Seiten aus Pergament. Hierfür wurden hauptsächlich die Ränder von Ziegen-, Schafs- und Kalbshäuten verwendet. Die Handschrift wurde im 15. Jahrhundert neu gebunden und 1992 restauriert. Der Einband besteht aus zwei Buchenplatten mit dunkelbraunem Leder über dem Buchrücken. Der größte Teil der Handschrift wird auf einen Hauptschreiber und -sammler des 10. Jahrhunderts zurückgeführt, wobei mehrere spätere Schreiber bis ins 13. Jahrhundert Ergänzungen und Korrekturen vornahmen.

## Geschichte
Eingeordnet werden die Ursprünge der Handschrift in einen größeren Prozess der Tropierung und der Erweiterung der ursprünglich römischen Liturgie, die nicht nur durch die drei einflussreichen Figuren Tuotilo, Notker und Ratpert im Kloster St. Gallen, sondern auch im größeren Kontext des gesamten Frankenreiches stattgefunden hatte.
Datiert wird die Produktion der Handschrift auf das zweite Viertel des 10. Jahrhunderts. Aufgrund der Schreiberhand wird vermutet, dass es sich beim Hauptschreiber um einen Mönch des Klosters namens Salomon handelte, der früher bereits den Cod. Sang. 484, eine frühere Tropensammlung, zusammengestellt hatte. Gestützt wird diese Annahme durch eine zwischen 926 und 928 datierten und mit «Salomon» unterzeichneten Urkunde, deren Schreiberhand mit der Hand des Codex identifiziert werden konnte. In der Fachliteratur herrschen dennoch Restzweifel bezüglich des Namens des Schreibers, weshalb in den meisten Publikationen die neutrale Bezeichnung Σ (Sigma) verwendet wird.

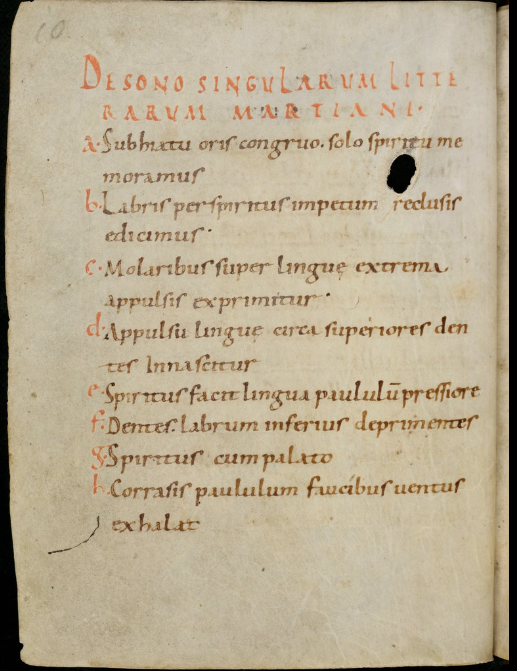
Über den Klang einzelner Buchstaben von Martianus Cappella. Ein Fragment wurde im Codex Sangallensis 381 kopiert.

Beide Handschriften können daher in einen größeren Prozess der Tropensammlung eingeordnet werden, der zu dieser Zeit am Kloster stattgefunden hat. Die Tatsache, dass der Cod. Sang. 484 in fast ganzem Umfang als Teil des Cod. Sang. 381 wieder zum Vorschein kommt, deutet auf einen Abschreibungsprozess hin, der der Produktion der beiden Handschriften zugrunde liegt. Es wird vermutet, dass der Schreiber des weitaus weniger korrigierten Cod. Sang. 381 sich bei seiner früheren Kreation bediente und den durch häufige Rasuren, Materialverschiebungen und -einfügungen gekennzeichneten Cod. Sang. 484 als Vorlage benutzte.
Die kleine und schlichte Ausführung der Handschrift lässt vermuten, dass der Codex für einen Kantor bestimmt war, dessen Rolle während der Messe der eines Vorsängers nahekam.
Im Codex enthalten sind einige Gesänge, die für spezielle Anlässe komponiert und demnach auch nur einmalig gesungen wurden. Ein Teil der Gesänge wurde jedoch in der liturgischen Praxis weiter bis ins 13. Jahrhundert verwendet. Enthalten ist zudem der gesamte Bestand von Notkers Liber Ymnorum, bestehend aus ca. 40 Sequenzen, die dem Bischof Liutward von Vercelli gewidmet waren.

## Aufbau
Die Handschrift beginnt mit einer Sequenz, einer Litanei und Laudes. Auf den Seiten 6-9 steht eine Kopie der «Epistola Notkeri ad Lantbertum» (Ein Brief Notkers an Lantbert), in welcher die Bedeutung der sogenannten «Litterae Significativae» erklärt wird. Es handelt sich dabei um schriftliche Ergänzungen zur normalen Neumennotation in Form von Buchstaben, die weitere Auskünfte zu Melodieverlauf, Rhythmus und Tongebung geben.

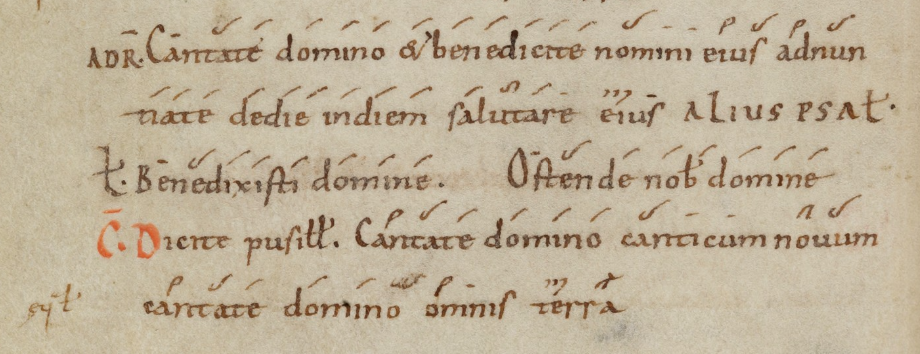
Beispiel der Neumennotation im Codex Sangallensis 381.

Die Seiten 10-12 enthalten ein mit «De sono singularum litterarum martiani» (Über den Klang einzelner Buchstaben des Martianus) betiteltes Fragment aus Martianus Capellas «De nuptiis Philologiae et Mercurii». Beschrieben werden darin Artikulationstechniken für die korrekte Betonung der Buchstaben des lateinischen (und teilweise auch des griechischen und deutschen) Alphabets. Die restliche Handschrift enthält eine Sammlung von Versus (metrischen Prozessionsgesängen), Tropen und Sequenzen.

### Gliederung
| Inhalt                                   | Seitenangabe | Beschreibung |
| ---------------------------------------- | ------------ | --- |
| Ordinariumsgesänge mit griechischem Text | 13–22        | Liturgische Gesänge, die den unveränderlichen Teil der Messe darstellten |
| Versus                                   | 23–50        | Prozessionsgesänge in metrischen Dichtung, hauptsächlich bei spezifischen Festen verwendet. Ein Teil der am Kloster komponierten Versus wird Ratpert zugeschrieben |
| Verse zu Introitus und Communio          | 50–141       | Zusätzliche Psalmverse für die Propriumsgesänge zur Eröffnung der Messe (Introitus) sowie zur Kommunion (Communio, Teil des Propriums) |
| Versus                                   | 142–166      | Weitere Prozessionsgesänge |
| Computus zum Osterdatum                  | 167          | Anleitung zur Berechnung des Osterdatums für die Jahre 830–1008 |
| Propriumstropen                          | 195–294      | Tropen zu den je nach Kirchenjahr oder Anlass wechselnden Messgesängen. Entsprechen in Anordnung und Anzahl größtenteils den Propriumstropen des Cod. Sang. 484. Als Teil des Propriums waren diese Tropen ebenfalls für spezifische Feste bestimmt. Die Dichtung der Tropen am Kloster St. Gallen wird teilweise Tuotilo zugeschrieben |
| Ordinariumsgesänge und -tropen           | 295–324      | Liturgische Gesänge, die den unveränderlichen Teil der Messe darstellten, mit dazugehörigen Tropen. Entsprechen ebenfalls den gesammelten Ordinariumsgesängen des Cod. Sang. 484 |
| Sequenzen                                | 326–498      | Liturgische Gesänge, die in der Messe zwischen Alleluja und Evangelium stehen, Teil des Propriums |

## Rezeption
Vor allem im sogenannten goldenen Zeitalter des Klosters zu Zeiten Notkers, Ratperts und Tuotilos war St. Gallen für die Ingenuität und Qualität der produzierten Dichtungen bekannt. Dementsprechend erfreuten sich einzelne Tropen einer sehr breiten Rezeption im europäischen Raum: Tuotilos Tropus «Hodie cantandus est» zum Introitus «Puer natus est» findet sich zum Beispiel in über 100 Handschriften Europas wieder. Konzentriert sind diese Kopien vor allem im deutschsprachigen Raum; allerdings wurden auch eine nicht unbedeutende Anzahl an Kopien in Südfrankreich, im Elsass und in Norditalien nachgewiesen. Auch weitere Tropen tauchen in mehreren Handschriften in diesen Territorien auf, jedoch nicht mit derselben Häufigkeit.